# 威尔士行政区划
威尔士的行政區劃分两個層級，分第一级是主要地區（principal area），第二级是社區（community）。

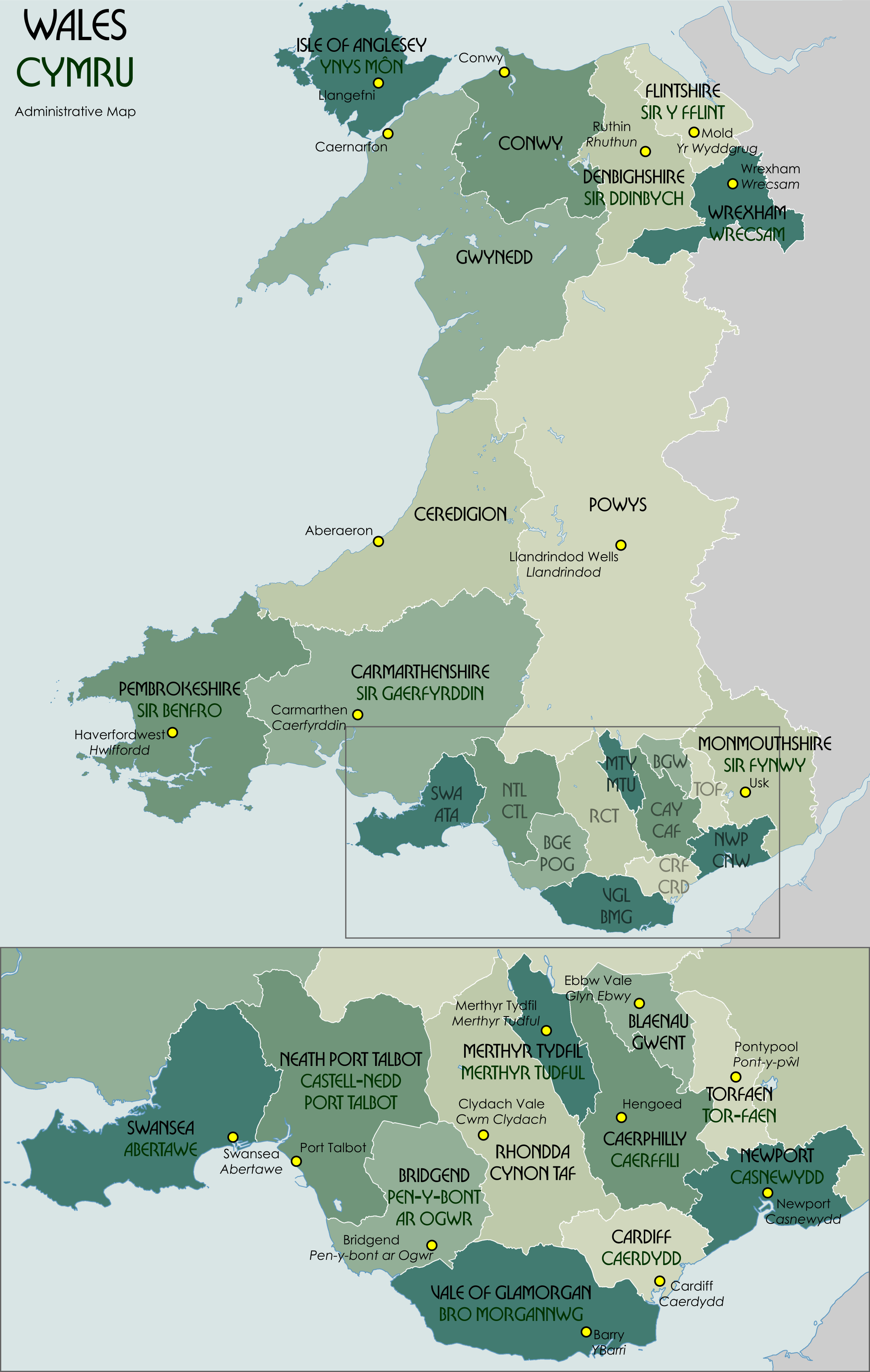
威爾斯現時行政區劃

## 主要地区列表
主要地区为单一层级（single-tier）的行政区，似单一管理区，政府有原先县和区2级行政区的权限。
该层级的行政区共有22个主要地区，依种类可分郡（county）、市（city）和郡自治市镇（county borough）。
| ISO代码 | 主要地区       | 威爾斯文名 | 英文名 | 类别 |
| ------- | -------------- | ---------- | ------ | ---- |
| AGY     | 安格尔西岛     |            |        | 郡   |
| GWN     | 格温内斯       |            |        | 郡   |
| CWY     | 康維           |            |        | 市镇 |
| DEN     | 登比郡         |            |        | 郡   |
| FLN     | 弗林特郡       |            |        | 郡   |
| WRX     | 雷克瑟姆       |            |        | 市镇 |
| CGN     | 開雷迪吉昂     |            |        | 郡   |
| POW     | 波伊斯         |            |        | 郡   |
| PEM     | 彭布罗克郡     |            |        | 郡   |
| CMN     | 卡马森郡       |            |        | 郡   |
| SWA     | 斯旺西         |            |        | 市   |
| NTL     | 尼思塔尔伯特港 |            |        | 市镇 |
| BGE     | 布里真德       |            |        | 市镇 |
| RCT     | 朗达卡嫩塔夫   |            |        | 市镇 |
| MTY     | 梅瑟蒂德菲尔   |            |        | 市镇 |
| CAY     | 卡菲利         |            |        | 市镇 |
| BGW     | 布莱耐格温特   |            |        | 市镇 |
| TOF     | 托法恩         |            |        | 市镇 |
| MON     | 蒙茅斯郡       |            |        | 郡   |
| VGL     | 格拉摩根谷     |            |        | 市镇 |
| CRF     | 卡地夫         |            |        | 市   |
| NWP     | 纽波特         |            |        | 市   |

### 社區
詳請參考威爾斯社區列表（List of communities in Wale） （页面存档备份，存于）。

## 行政區劃歷史

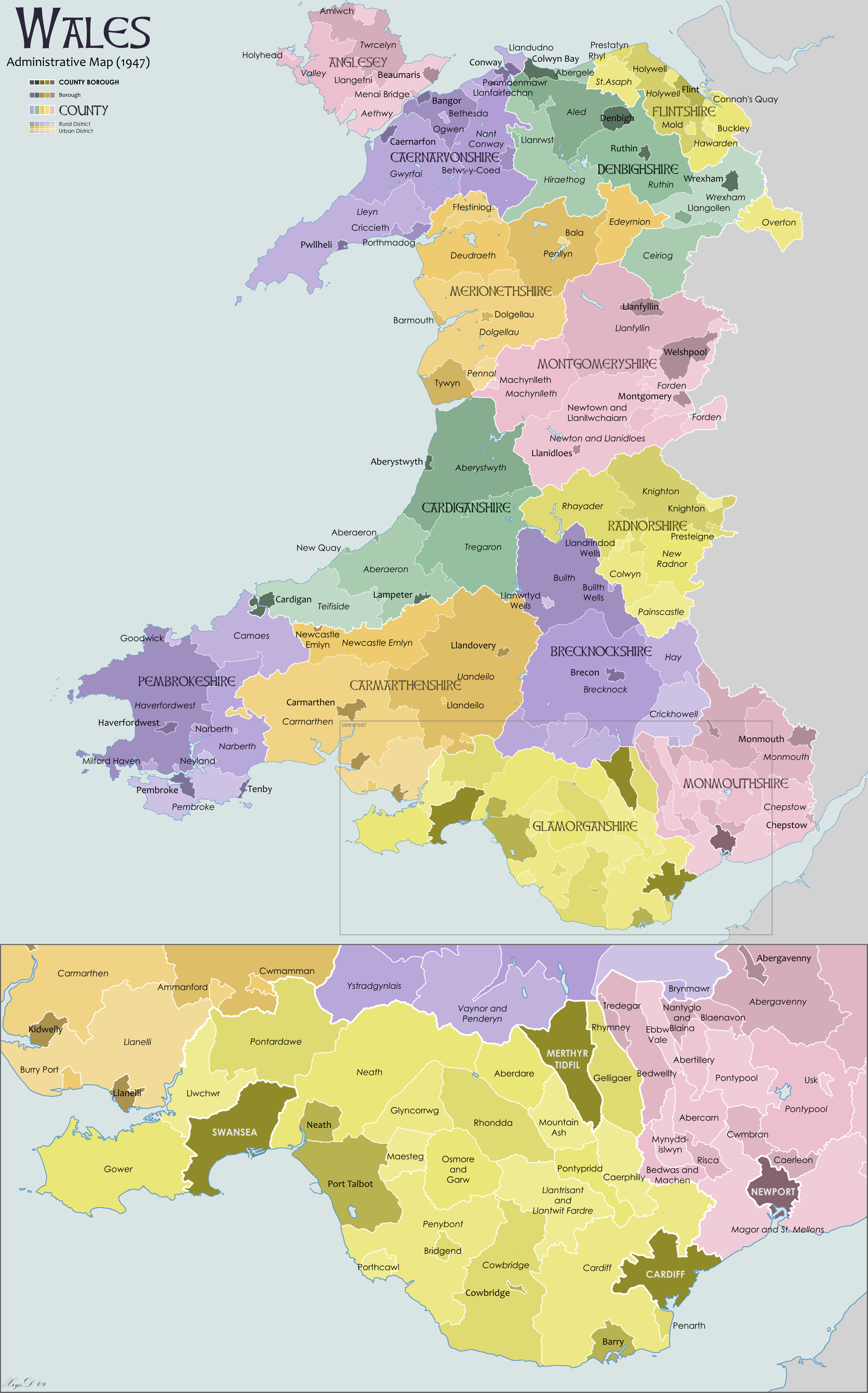
1889至1974年威爾斯行政區劃

### 1889至1974年
基於1888年地方政府法案（Local Government Act 1888），自1889年到1974年3月31日，威爾斯的縣級行政區被分成行政縣（administrative county）和縣級鎮（county borough）2類，共有17個縣級行政區。而行政縣下1級行政區為鎮（borough）、市區（urban district）和鄉區（rural district）。

#### 行政縣
共有13個。分別是：
1. 安格爾西（Anglesey）
2. 布雷克諾（Brecknockshire）
3. 卡迪根（Cardiganshire）
4. 卡馬森（Carmarthenshire）
5. 卡那封（Caernarfonshire）
6. 登比（Denbighshire）
7. 弗林特（Flintshire）
8. 格拉摩根（Glamorgan）
9. 梅里奥尼斯（Merionethshire）
10. 蒙茅斯（Monmouthshire）
11. 蒙哥馬利（Montgomeryshire）
12. 彭布羅克（Pembrokeshire）
13. 拉德诺（Radnorshire）

#### 縣級鎮
共有4個。分別是：
1. 卡迪夫（Cardiff，1889年設）
2. 斯旺西（Swansea，1889年設）
3. 紐波特（Newport，1891年自Monmouthshire分出升格）
4. 梅瑟蒂德菲尔（Merthyr Tydfil，1908年自Glamorgan分出升格）

### 1974至1996年
基於1972年地方政府法案（Local Government Act 1972），自1974年4月1日到1996年3月31日，威尔士原先的縣級鎮被撤併，且縣級行政區重新組建成新的縣（county）。

#### 縣

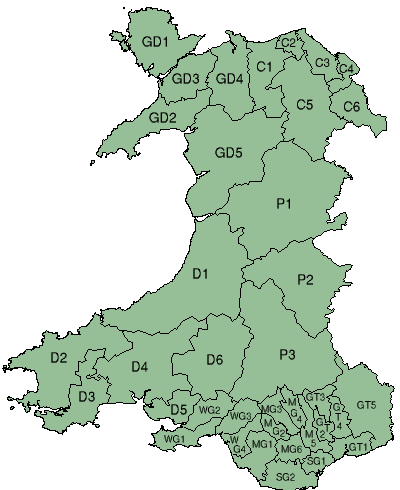
1974至1996年威爾斯區級行政區劃

| 1. 格温特（Gwent） 2. 南格拉摩根（South Glamorgan） 3. 中格拉摩根（Mid Glamorgan） 4. 西格拉摩根（West Glamorgan） 5. 迪費德（Dyfed） 6. 波厄斯（Powys） 7. 格温内斯（Gwynedd） 8. 克盧伊德（Clwyd） |

#### 區
縣下1級行政區為區（District）。如右圖分別是：

##### 格温特
- 紐波特（Newport，GT1）
- 伊斯盧因（Islwyn，GT2）
- 布萊奈格温特（Blaenau Gwent，GT3）
- 托法恩（Torfaen，GT4）
- 蒙茅斯（Monmouth，GT5）

##### 南格拉摩根
- 卡迪夫（Cardiff，SG1）
- 格拉摩根谷（Vale of Glamorgan，SG2）

##### 中格拉摩根
- 奧格莫爾（en:Ogwr/Ogmore，MG1）
- 朗達（Rhondda，MG2）
- 卡嫩河谷（Cynon Valley，MG3）
- 梅瑟蒂德菲爾（Merthyr Tydfil，MG4）
- 拉姆尼谷（Rhymney Valley，MG5）
- 塔夫伊利（Taff–Ely，MG6）

##### 西格拉摩根
- 斯旺西（Swansea，WG1）
- 里烏谷（Lliw Valley，WG2）
- 尼思（Neath，WG3）〔後與塔尔伯特港合稱尼思塔尔伯特港〕
- 塔尔伯特港（Port Talbot，WG4；原名Afan，1986年1月1日改名）〔後與尼思合稱尼思塔尔伯特港〕

##### 迪費德
- 錫爾迪吉恩（Ceredigion，D1）
- 普雷斯利彭布羅克（Preseli Pembrokeshire，D2；原名Preseli，1987年4月1日改名）
- 南彭布羅克（South Pembrokeshire，D3）
- 卡馬森（Carmarthen，D4）
- 拉尼利（Llanelli，D5）
- 迪内弗爾（Dinefwr，D6）

##### 波厄斯
- 蒙哥馬利（Montgomeryshire，P1，原名Montgomery，1986年改名）
- 拉德諾（Radnorshire，P2，原名Radnor，1989年5月8日改名）
- 布雷克諾克（Brecknock，P3）

##### 格温内斯
- 安格爾西（Anglesey - Ynys Môn，GD1）
- 德威弗爾（Dwyfor，GD2）
- 阿豐（Arfon，GD3）
- 艾伯康威（Aberconwy，GD4）
- 瑪利安尼特（Meirionnydd，GD5）

##### 克盧伊德
- 科爾溫（Colwyn，C1）
- 里茲蘭（Rhuddlan，C2）
- 德林（Delyn，C3）
- 艾林和迪賽德（Alyn and Deeside，C4）
- 格林多（Glyndŵr，C5）
- 雷克瑟姆美拉（Wrexham Maelor，C6）

### 1996年至今
基於1994年（威爾斯）地方政府法案（ Local Government (Wales) Act 1994），自1996年4月1日至今，威尔士原先的縣和區2級區劃被合併，行政區重新組建成新的主要地區，為單一層級的行政區，政府有原先縣和區2級行政區的權限。此行政區劃一直維持到現今。
主要地區依種類可分為縣（county）、都市縣（city and county）、縣級市（city）和縣級鎮（county borough），共有22個行政區。
2002年，紐波特（Newport）被授予城市地位，自縣級鎮改制縣級市。